# Brachycorythis lastii
Brachycorythis lastii là một loài thực vật có hoa trong họ Lan. Loài này được Rolfe mô tả khoa học đầu tiên năm 1898.